# Совет департамента Морбиан
Совет департамента Морбиан (до марта 2015 года — Генеральный совет департамента Морбиан) — верховный орган управления департамента Морбиан. После реформы 2015 года избирается на 6 лет и состоит из 42 советников, избираемых по мажоритарной системе в 21 кантоне (от каждого кантона по два советника, обязательно один мужчина и одна женщина).

## Состав Совета департамента (2021—2028)
|                        | Партия                        | Кол-во мест            | +/- (к 2011 г.)        |
| Большинство: (34 мест) | Большинство: (34 мест)        | Большинство: (34 мест) | Большинство: (34 мест) |
| ---------------------- | ----------------------------- | ---------------------- | ---------------------- |
|                        | Разные правые                 | 23                     | 0                      |
|                        | Республиканцы                 | 6                      | -4                     |
|                        | Демократическое движение      | 2                      | +2                     |
|                        | Разные левые                  | 2                      | +2                     |
|                        | Союз демократов и независимых | 1                      | 0                      |
| Оппозиция (8 места):   |                               |                        |                        |
|                        | Разные левые                  | 4                      | -1                     |
|                        | Социалистическая партия       | 2                      | -1                     |
|                        | Коммунистическая партия       | 1                      | +1                     |
|                        | Европа Экология Зелёные       | 1                      | +1                     |

## Исполнительный комитет Совета департамента
- Президент — Давид Лапартьян (Республиканцы, кантон Сене)
- 1-й вице-президент (проблемы инвалидов) — Карин Беллек (Разные правые, кантон Киброн)
- 2-й вице-президент (культура, высшее образование и исследования) — Ронан Лоа (Разные правые, кантон Плёмёр)
- 3-й вице-президент (интеграция и занятость) — Гаэль Фавеннек (Разные правые, кантон Ван-3)
- 4-й вице-президент (транспорт и морские ресурсы) — Жерар Пьер (Разные правые, кантон Киброн)
- 5-й вице-президент (спорт и общественная жизнь) — Мари-Жозе Ле Бретон (Разные правые, кантон Оре)
- 6-й вице-президент (семья и дети) — Доминик Ле Нинивен (Разные правые, кантон Гурен)
- 7-й вице-президент (сельское хозяйство и рыболовство) — Мари-Кристин Ле Кер (Разные правые, кантон Плювинье)
- 8-й вице-президент (проблемы пожилых людей) — Фабрис Робле (Разные правые, кантон Плювинье)
- 9-й вице-президент (туризм) — Суазик Перро (Республиканцы, кантон Понтиви)
- 10-й вице-президент (действия в интересах территориальных общин) — Бенуа Керо (Разные правые, кантон Понтиви)
- 11-й вице-президент (образование) — Кристин Пенуэ (Разные правые, кантон Ван-1)
- 12-й вице-президент (массовые мероприятия) — Жиль Дюфеньё (Разные правые, кантон Ван-3)

## Члены Совета департамента Морбиан (2021—2028)
| Кантон    |  | Советник            | Партия                        |
| --------- |  | ------------------- | ----------------------------- |
| Ван-1     |  | Мохамед Азгаг       | Демократическое движение      |
| Ван-1     |  | Кристин Пенуэ       | Разные правые                 |
| Ван-2     |  | Денис Бертолом      | Разные правые                 |
| Ван-2     |  | Софи Лебретон       | Разные правые                 |
| Ван-3     |  | Жиль Дюфеньё        | Разные правые                 |
| Ван-3     |  | Гаэль Фавеннек      | Разные правые                 |
| Гер       |  | Тьерри Пулен        | Разные правые                 |
| Гер       |  | Мари-Элен Эрри      | Разные правые                 |
| Гидель    |  | Франсуаза Баллестер | Разные правые                 |
| Гидель    |  | Гвен Ле Не          | Союз демократов и независимых |
| Гран-Шан  |  | Пьер Геган          | Разные правые                 |
| Гран-Шан  |  | Доминик Ле Мёр      | Разные правые                 |
| Гурен     |  | Доминик Герен       | Разные правые                 |
| Гурен     |  | Доминик Ле Нинивен  | Разные правые                 |
| Кестамбер |  | Мари Ле Ботерф      | Разные левые                  |
| Кестамбер |  | Борис Лемер         | Разные левые                  |
| Киброн    |  | Карин Беллек        | Разные правые                 |
| Киброн    |  | Жерар Пьер          | Разные правые                 |
| Ланестер  |  | Ален Карис          | Социалистическая партия       |
| Ланестер  |  | Мирьян Коше         | Разные левые                  |
| Лорьян-1  |  | Матьё Глас          | Социалистическая партия       |
| Лорьян-1  |  | Катрин Керик        | Коммунистическая партия       |
| Лорьян-2  |  | Дамьен Жирар        | Европа Экология Зелёные       |
| Лорьян-2  |  | Розалин Метейер     | Разные левые                  |
| Мореак    |  | Стефан Амон         | Разные левые                  |
| Мореак    |  | Розан Геган         | Разные левые                  |
| Мюзийак   |  | Ален Гийяр          | Разные правые                 |
| Мюзийак   |  | Мари-Одиль Жарлиган | Разные правые                 |
| Оре       |  | Мишель Жалю         | Разные правые                 |
| Оре       |  | Мари-Жозе Ле Бретон | Разные правые                 |
| Плёмёр    |  | Ронан Лоа           | Разные правые                 |
| Плёмёр    |  | Марьян Руссе        | Разные правые                 |
| Плоэрмель |  | Николя Жагуде       | Республиканцы                 |
| Плоэрмель |  | Аня Реноди          | Республиканцы                 |
| Плювинье  |  | Мари-Кристин Ле Кер | Разные правые                 |
| Плювинье  |  | Фабрис Робле        | Разные правые                 |
| Понтиви   |  | Бенуа Керо          | Разные правые                 |
| Понтиви   |  | Суазик Перро        | Республиканцы                 |
| Сене      |  | Анна Жеанно         | Разные правые                 |
| Сене      |  | Давид Лапартьян     | Республиканцы                 |
| Энбон     |  | Мюриель Журда       | Республиканцы                 |
| Энбон     |  | Стефан Лоэзик       | Демократическое движение      |

## Состав Совета департамента (2015—2021)
|                        | Партия                        | Кол-во мест            | +/- (к 2011 г.)        |
| Большинство: (34 мест) | Большинство: (34 мест)        | Большинство: (34 мест) | Большинство: (34 мест) |
| ---------------------- | ----------------------------- | ---------------------- | ---------------------- |
|                        | Разные правые                 | 23                     | +12                    |
|                        | Республиканцы                 | 10                     | -3                     |
|                        | Союз демократов и независимых | 1                      | +1                     |
| Оппозиция (8 места):   |                               |                        |                        |
|                        | Разные левые                  | 5                      | -1                     |
|                        | Социалистическая партия       | 3                      | -9                     |

Исполнительный комитет Совета департамента (2015-2021)
- Президент — Франсуа Гулар (Разные правые, кантон Ван-1)
- 1-й вице-президент (образование и водные ресурсы) — Ив Блёнвен (Республиканцы, кантон Гран-Шан)
- 2-й вице-президент (спорт) — Мари-Жозе Ле Бретон (Разные правые, кантон Оре)
- 3-й вице-президент (сельское хозяйство и рыболовство) — Мари-Кристин Ле Кер (Разные правые, кантон Плювинье)
- 4-й вице-президент (транспорт и морские ресурсы) — Жерар Пьер (Республиканцы, кантон Киброн)
- 5-й вице-президент (культура) — Мари-Анник Мартен (Разные правые, кантон Кестамбер)
- 6-й вице-президент (территориальное планирование и окружающая среда) — Мишель Пишар (Разные правые, кантон Плоэрмель)
- 7-й вице-президент (проблемы инвалидов и пожилых) — Жан-Реми Керваррек (Союз демократов и независимых, кантон Гидель)
- 8-й вице-президент (интеграция и занятость) — Гаэль Фавеннек (Разные правые, кантон Ван-3)
- 9-й вице-президент (туризм) — Суазик Перро (Республиканцы, кантон Понтиви)
- 10-й вице-президент (жилье) — Янник Шене (Разные правые, кантон Гер)
- 11-й вице-президент (семья и дети) — Кристин Пенуэ (Республиканцы, кантон Ван-1)
- 12-й вице-президент (экономическое развитие и инновации) — Жак Франсуа (Республиканцы, кантон Плёмёр)

| Кантон    |  | Советник             | Партия                        |
| --------- |  | -------------------- | ----------------------------- |
| Ван-1     |  | Франсуа Гулар        | Разные правые                 |
| Ван-1     |  | Кристин Пенуэ        | Республиканцы                 |
| Ван-2     |  | Денис Бертолом       | Разные правые                 |
| Ван-2     |  | Надин Фремон         | Разные правые                 |
| Ван-3     |  | Жиль Дюфеньё         | Разные правые                 |
| Ван-3     |  | Гаэль Фавеннек       | Разные правые                 |
| Гер       |  | Янник Шене           | Разные правые                 |
| Гер       |  | Мари-Элен Эрри       | Разные правые                 |
| Гидель    |  | Франсуаза Баллестер  | Республиканцы                 |
| Гидель    |  | Жан-Реми Керваррек   | Союз демократов и независимых |
| Гран-Шан  |  | Ив Блёнвен           | Республиканцы                 |
| Гран-Шан  |  | Анник Моген          | Разные правые                 |
| Гурен     |  | Кристиан Дерьен      | Разные левые                  |
| Гурен     |  | Гислен Лангле        | Разные левые                  |
| Кестамбер |  | Жерар Гикель         | Разные правые                 |
| Кестамбер |  | Мари-Анник Мартен    | Разные правые                 |
| Киброн    |  | Карин Беллек         | Разные правые                 |
| Киброн    |  | Жерар Пьер           | Республиканцы                 |
| Ланестер  |  | Мари-Клод Годен      | Разные правые                 |
| Ланестер  |  | Жерар Фалькеро       | Разные правые                 |
| Лорьян-1  |  | Брюно Бланшар        | Социалистическая партия       |
| Лорьян-1  |  | Карин Риголь         | Разные левые                  |
| Лорьян-2  |  | Гаэль Ле Страдик     | Социалистическая партия       |
| Лорьян-2  |  | Лоран Тоннер         | Социалистическая партия       |
| Мореак    |  | Флоранс Прюне        | Разные левые                  |
| Мореак    |  | Генаэль Робен        | Разные левые                  |
| Мюзийак   |  | Ален Гиар            | Разные правые                 |
| Мюзийак   |  | Мари-Одиль Жарлиган  | Разные правые                 |
| Оре       |  | Мишель Жалю          | Разные правые                 |
| Оре       |  | Мари-Жозе Ле Бретон  | Разные правые                 |
| Плёмёр    |  | Ронан Лоа            | Республиканцы                 |
| Плёмёр    |  | Брижитт Мелен        | Республиканцы                 |
| Плоэрмель |  | Мартин Гийа-Геринель | Разные правые                 |
| Плоэрмель |  | Мишель Пишар         | Разные правые                 |
| Плювинье  |  | Мари-Кристин Ле Кер  | Разные правые                 |
| Плювинье  |  | Фабрис Робле         | Разные правые                 |
| Понтиви   |  | Бенуа Керо           | Разные правые                 |
| Понтиви   |  | Суазик Перро         | Республиканцы                 |
| Сене      |  | Давид Лапартьян      | Республиканцы                 |
| Сене      |  | Мишель Надо          | Разные правые                 |
| Энбон     |  | Мюриель Журда        | Республиканцы                 |
| Энбон     |  | Жак Ле Людек         | Республиканцы                 |

## Состав Генерального совета (2011—2015)
|                        | Партия                    | Кол-во мест            |                        |
| Большинство (24 мест): | Большинство (24 мест):    | Большинство (24 мест): | Большинство (24 мест): |
| ---------------------- | ------------------------- | ---------------------- | ---------------------- |
|                        | Союз за народное движение | 13                     |                        |
|                        | Разные правые             | 11                     |                        |
| Оппозиция (18 мест):   |                           |                        |                        |
|                        | Социалистическая партия   | 12                     |                        |
|                        | Разные левые              | 4                      |                        |
|                        | Коммунистическая партия   | 1                      |                        |
|                        | Европа Экология Зелёные   | 1                      |                        |